# 1957
1957. је била проста година.

## Догађаји

### Јануар
- 10. јануар — Харолд Макмилан постаје премијер Уједињеног Краљевства.

### Март
- 6. март — Бивше британске колоније Златна Обала и Тоголанд уједињене су у државу под називом Гана, која је стекла независност у оквиру Комонвелта, чиме је почео талас деколонизације у Африци.
- 25. март — Белгија, Западна Немачка, Италија, Луксембург, Француска и Холандија су потписале Римски уговор којим су основане Европска економска заједница и Европска заједница за атомску енергију.

### Август
- 21. август — Совјетски Савез је извршио први успешан лет ракете Р-7 Семјорка, прве интерконтиненталне балистичке ракете.

### Септембар
- 25. септембар — Припадници Америчке армије су допратили 9 црних ученика у средњу школу у Литл Року којој је наложено да прекине сегрегацију.

### Октобар
- 4. октобар — Совјетски Савез је лансирао Спутњик-1, први вештачки Земљин сателит.

### Новембар
- 3. новембар — СССР је лансирао вештачки сателит Спутњик 2 са псом Лајком на њему.

### Децембар
- 6. децембар — Први покушај САД да лансира вештачки сателит је пропао након експлозије ракете Вангард TV3 на лансираној рампи у Кејп Канавералу.

## Рођења

### Јануар
- 2. јануар — Владимир Матијевић, босанскохерцеговачки фудбалер (прем. 2015)[1]
- 3. јануар — Бојан Крижај, словеначки скијаш[2]
- 4. јануар — Весна Змијанац, српска певачица[3]
- 5. јануар — Никица Клинчарски, македонски фудбалер и фудбалски тренер[4]
- 11. јануар — Брајан Робсон, енглески фудбалер и фудбалски тренер[5]
- 13. јануар — Младен Нелевић, српско-црногорски глумац[6]
- 15. јануар — Марио Ван Пиблс, амерички глумац[7]
- 16. јануар — Митар Мирић, српски певач[8]
- 18. јануар — Рајко Јањанин, српски фудбалер[9]
- 20. јануар — Марина Урбанц, словеначка глумица[10]
- 24. јануар — Марк Итон, амерички кошаркаш (прем. 2021)[11]
- 27. јануар — Јаник Герс, енглески музичар, најпознатији као гитариста групе [12]
- 28. јануар — Мирјана Карановић, српска глумица, редитељка и сценаристкиња[13]

### Фебруар
- 9. фебруар  —  Гордон Стракан, шкотски фудбалер и фудбалски тренер[14]
- 18. фебруар — Марита Кох, источнонемачка атлетичарка[15]
- 19. фебруар — Реј Винстон, енглески глумац[16]
- 19. фебруар — Фалко, аустријски музичар (прем. 1998)[17]
- 27. фебруар — Адријан Смит, енглески музичар, најпознатији као гитариста групе [18]
- 27. фебруар — Тимоти Спол, енглески глумац[19]
- 28. фебруар — Марко Баћовић, српски глумац[20]
- 28. фебруар — Јан Кулеманс, белгијски фудбалер и фудбалски тренер[21]
- 28. фебруар — Џон Туртуро, амерички глумац, сценариста и редитељ[22]

### Март
- 5. март — Марк Е. Смит, енглески музичар, најпознатији као оснивач и једини стални члан групе The Fall (прем. 2018)[23]
- 8. март — Клајв Бер, енглески музичар, најпознатији као бубњар групе Iron Maiden (прем. 2013)[24]
- 8. март — Синтија Ротрок, америчка глумица и мајстор борилачких вештина[25]
- 10. март — Осама бин Ладен, саудијски милионер и терориста (прем. 2011)[26]
- 10. март — Шенон Твид, канадска глумица и модел[27]
- 15. март — Жоаким де Алмеида, португалско-амерички глумац[28]
- 20. март — Тереза Расел, америчка глумица[29]
- 27. март — Керолајн Вилијамс, америчка глумица и продуценткиња[30]
- 29. март — Борис Комненић, српски глумац (прем. 2021)[31]
- 29. март — Кристофер Ламбер, француски глумац[32]

### Април
- 2. април — Барбара Џордан, америчка тенисерка[33]
- 4. април — Аки Каурисмеки, фински редитељ, сценариста и продуцент[34]
- 7. април — Драгана Варагић, српска глумица[35]
- 17. април — Ник Хорнби, енглески писац, есејиста и сценариста[36]
- 22. април — Доналд Туск, пољски политичар, 70. премијер Пољске и 2. председник Европског савета[37]
- 23. април — Душан Батаковић, српски историчар и дипломата (прем. 2017)[38]
- 29. април — Данијел Деј Луис, енглески глумац[39]

### Мај
- 5. мај — Ричард Е. Грант, енглески глумац[40]
- 10. мај — Сид Вишос, енглески музичар, најпознатији као басиста групе Sex Pistols (прем. 1979)[41]
- 11. мај — Питер Норт, канадско-амерички порнографски глумац, редитељ и продуцент[42]
- 18. мај — Михај Крецу, румунско-немачки музичар и музички продуцент, оснивач групе Enigma[43]
- 27. мај  — Челси Филд, америчка глумица[44]
- 29. мај — Тед Левин, амерички глумац[45]

### Јун
- 23. јун — Франсес Макдорманд, америчка глумица[46]
- 28. јун — Георги Прванов, бугарски историчар и политичар, председник Бугарске (2002—2012)[47]
- 29. јун — Петер Вилфан, словеначки кошаркаш[48]

### Јул
- 9. јул — Кели Макгилис, америчка глумица[49]
- 11. јул — Рођа Раичевић, српскo-црногорски музичар и композитор (прем. 2001)[50]
- 19. јул — Бобан Петровић, српски кошаркаш (прем. 2021)[51]
- 21. јул — Тихомир Арсић, српски глумац (прем. 2020)[52]
- 21. јул — Хасан Дудић, српски певач[53]
- 23. јул — Тео ван Гог, холандски редитељ, продуцент, сценариста, глумац, колумниста и писац (прем. 2004)[54]
- 23. јул — Никос Галис, грчки кошаркаш[55]
- 27. јул — Ханси Милер, немачки фудбалер[56]
- 28. јул — Милан Ст. Протић, српски историчар, политичар и дипломата[57]
- 30. јул — Нери Пумпидо, аргентински фудбалски голман и фудбалски тренер[58]

### Август
- 7. август — Сабит Хаџић, босанскохерцеговачки кошаркаш и кошаркашки тренер (прем. 2018)[59]
- 9. август — Мелани Грифит, америчка глумица и продуценткиња[60]
- 15. август — Жељко Иванек, словеначко-амерички глумац[61]
- 17. август — Ален Исламовић, босанскохерцеговачки музичар[62]
- 18. август — Џевад Прекази, југословенски фудбалер и фудбалски тренер[63]
- 19. август — Чезаре Прандели, италијански фудбалер и фудбалски тренер[64]
- 28. август — Иво Јосиповић, хрватски композитор, правник и универзитетски професор, трећи председник Хрватске[65]

### Септембар
- 1. септембар — Глорија Естефан, америчка музичарка и глумица[66]
- 1. септембар — Душко Ивановић, црногорски кошаркаш и кошаркашки тренер[67]
- 12. септембар — Ханс Цимер, немачки композитор филмске музике и музички продуцент[68]
- 15. септембар — Слободан Качар, српски боксер[69]
- 21. септембар — Итан Коен, амерички редитељ, сценариста и продуцент[70]
- 21. септембар — Сидни Монкриф, амерички кошаркаш и кошаркашки тренер[71]
- 22. септембар — Ник Кејв, аустралијски музичар, композитор, књижевник, сценариста и глумац[72]
- 25. септембар — Мајкл Медсен, амерички глумац, продуцент, редитељ, писац, песник и фотограф (прем. 2025)[73]
- 26. септембар — Клаус Аугенталер, немачки фудбалер и фудбалски тренер[74]
- 30. септембар — Френ Дрешер, америчка глумица[75]

### Октобар
- 7. октобар — Фарук Хаџибегић, босанскохерцеговачки фудбалер и фудбалски тренер[76]
- 18. октобар — Михаило Петровић, српски фудбалер и фудбалски тренер[77]
- 21. октобар — Волфганг Кетерле, немачки физичар[78]
- 25. октобар — Ненси Картрајт, америчка глумица и комичарка[79]
- 29. октобар — Ден Кастеланета, амерички глумац[80]
- 30. октобар — Кевин Полак, амерички глумац и комичар[81]

### Новембар
- 3. новембар — Долф Лундгрен, шведски глумац, редитељ, сценариста, продуцент и мајстор борилачких вештина[82]
- 13. новембар — Стивен Бакстер, енглески писац научне фантастике[83]
- 17. новембар — Драгица Радосављевић Цакана, српска певачица[84]
- 19. новембар — Офра Хаза, израелска музичарка (прем. 2000)[85]
- 24. новембар — Дениз Крозби, америчка глумица[86]
- 27. новембар — Керолајн Кенеди, америчка списатељица, правница и дипломаткиња[87]
- 29. новембар — Мирко Кодић, српски хармоникаш[88]

### Децембар
- 10. децембар — Мајкл Кларк Данкан, амерички глумац (прем. 2012)[89]
- 13. децембар — Стив Бусеми, амерички глумац, редитељ, сценариста и продуцент[90]
- 19. децембар — Кевин Макхејл, амерички кошаркаш и кошаркашки тренер[91]
- 20. децембар — Ана Виси, грчко-кипарска музичарка и глумица[92]
- 25. децембар — Шејн Макгауан, енглеско-ирски музичар и текстописац (прем. 2023)[93]

## Смрти

### Јануар
- 14. јануар — Хамфри Богарт, амерички глумац[94]

### Фебруар
- 1. фебруар — Фридрих Паулус, немачки фелдмаршал[95]
- 19. фебруар — Морис Гарин, француски бициклиста и победник првог Тур де Франса (*1871)[96]

### Април
- 16. април — Бернард Кнубел, немачки бициклиста. (*1872)[97]

### Мај
- 2. мај — Џозеф Макарти, амерички политичар[98]

### Октобар
- 2. октобар — Луиђи Гана, италијански бициклиста (*1883)[99]
- 5. октобар — Хосе Андраде, уругвајски фудбалер (* 1901)[100]
- 25. октобар — Ричард Берд, амерички адмирал и поларни истраживач[101]
- 26. октобар — Герти Кори, америчка биохемичарка и добитница Нобелове награде за физиологију (* 1896)[102]

## Нобелове награде
- Физика — Чен Нинг Јанг и Цунг-Дао Ли
- Хемија — Сер Александар Тод
- Медицина — Данијел Бове
- Књижевност — Албер Ками
- Мир — Лестер Боулс Пирсон (каснији премијер Канаде)
- Економија — Награда у овој области почела је да се додељује 1969. године